# Давлетбаева, Мадина Мухитовна
Мадина Мухитовна Давлетбаева (каз. Мәдина Дәулетбаева; род. 19 августа 1989 года, Тараз) — казахстанская шахматистка, гроссмейстер среди женщин (2016).

## Биография
В 2009 году победила в чемпионате Казахстана по шахматам среди женщин. 
В 2011 году победила в зональном турнире стран Азии и получила право участвовать в чемпионате мира по шахматам среди женщин 2012 года, где в первом туре уступила россиянке Татьяне Косинцевой. 
В 2014 году была второй на чемпионате Казахстана по шахматам среди женщин. 
В 2015 году в составе македонского шахматного клуба из Скопье «Gambit-Aseko» завоевала серебро в розыгрыша кубка Европы по шахматам среди женских команд. 
В апреле 2017 года повторно получила серебро на чемпионате Казахстана по шахматам среди женщин.
Представляла сборную Казахстана на крупнейших командных шахматных турнирах:
- в женском командном турнире по шахматам Азиатских игр в помещениях участвовала в 2009 году[5].
- в шахматных олимпиадах участвовала три раза (2010—2014). В индивидуальном зачете завоевала бронзовую (2012) медаль;
- в командном чемпионате мира по шахматам участвовала два раза (2013—2015);
- в командном чемпионате Азии по шахматам участвовала три раза (2012—2016). В командном зачёте завоевала бронзовую (2016) медаль. В индивидуальном зачёте завоевала золотую (2014) медаль[6];
- Победительница Кубка РК среди женщин по шахматам в 2018 году
- Бронзовый призер чемпионата РК среди женщин в 2019 году